# Fundacja Ekumeniczna „Tolerancja”
Fundacja Ekumeniczna „Tolerancja” – fundacja powstała w 1993 z inicjatywy grupy intelektualistów i działaczy społecznych różnych wyznań i narodowości.
W skład rady fundatorów wchodzą: Kazimierz Morawski (1929–2012) (przewodniczący), Jan Pławnicki, Wojciech Maciejewski, Eugeniusz Czykwin, Karol Karski. Pierwszym przewodniczącym rady społecznej fundacji był Rzecznik Praw Obywatelskich Tadeusz Zieliński. Prezesem Zarządu jest Karol Karski.
Fundacja stawia sobie za cele kształtowanie tolerancji i poszanowania dla wszystkich mniejszości, zwłaszcza wyznaniowych, narodowych i kulturowych. Fundacja współpracuje m.in. ze Związkiem na Rzecz Pojednania Narodów z siedzibą z Berlinie, Ekumenicznym Forum Katolików Europejskich, Kościołami prawosławnymi w różnych krajach (w tym z Patriarchatem Moskiewskim i Egzarchatem Białoruskim), Polską Radą Ekumeniczną, Towarzystwem Kultury Świeckiej im. Tadeusza Kotarbińskiego oraz Stowarzyszeniem Żydów Kombatantów i Poszkodowanych w II Wojnie Światowej. Fundacja wydaje półrocznik Studia i Dokumenty Ekumeniczne. Była też wydawcą miesięcznika Przegląd Prawosławny.

## Medal Zasłużony dla Tolerancji
Corocznie od 1998 w ustanowionym przez UNESCO 16 listopada Międzynarodowym Dniu Tolerancji Fundacja przyznaje Medale Zasłużony dla Tolerancji. Jest nadawany ludziom kultury, sztuki, politykom, osobom duchownym różnych wyznań, które w sposób szczególny zasłużyły się szerzeniu idei tolerancji.

### Wybrani laureaci
- 1998 – prof. Mikołaj Kozakiewicz, prof. Janusz Tazbir, ks. Roman Indrzejczyk, Redakcja Inforadio, Jerzy Giedroyc, Tomas Venclova
- 1999 – Jacek Kuroń, Aleksander Małachowski, Andrzej Szczypiorski, Redakcja tygodnika „Jednota”, prof. Rita Süssmuth, Rafael Scharf
- 2000 – Karol Modzelewski, o. Stanisław Musiał SJ, prof. Ewa Łętowska, prof. Józef Gierowski, o. Wacław Oszajca SJ, Andrzej Adamus (Wydawnictwo Dolnośląskie), Miriam Akavia, Bohdan Stupka
- 2001 – prof. Barbara Weigl, Józefa Hennelowa, ks. Michał Czajkowski, Szymon Szurmiej, Kapituła Orderu Uśmiechu, Chrześcijańska Akademia Teologiczna, Simone Veil, Irina Nikolska
- 2002 – Józef Hen, prof. Dorota Simonides, Mieczysław Konczalski i ks. Andrzej Smoleń, Stanisław Godlewski, redakcja miesięcznika „Dziś”, Fundacja im. Batorego, Amos Oz, Bernard Kouchner
- 2003 – Józef Oleksy, Jerzy Pomianowski, Hanna Świda-Ziemba, Krzysztof Teodor Toeplitz, prof. Tadeusz Zieliński (pośmiertnie), Ośrodek Pogranicze, Gregoroius Papandreu, Szewach Weiss, Karol Karski
- 2004 – Leszek Ploch (Fundacja Dzieci Niepełnosprawnych), Jacek Majchrowski, Agnieszka Holland, Witold Knychalski, Fundacja Jolanty Kwaśniewskiej Porozumienie bez barier, redakcja „Studia i Dokumenty Ekumeniczne”, Rudolf Decker, prof. Emil Pain, Fred Schwartz (założyciel Centrum Żydowskiego w Oświęcimiu)
- 2005 – Magdalena Środa, Olga Lipińska, Jerzy Owsiak, „Przegląd”, Związek Kulturalno-Oświatowy Polaków w Gruzji „POLONIA”, prof. Zygmunt Bauman, Gesine Schwan, Sam Marcel Braun, Alois Bastian
- 2006 – Kazimierz Kutz, Janina Paradowska, Gołda Tencer, prof. Stanisław Waltoś, „Res Humana”, Fundacja Równości, Stowarzyszenie „Nigdy Więcej”, Theodoros Benakis („Kurier Ateński”), prof. Ronald J. Hill, Maciej Dzierżykraj-Morawski
- 2007 – prof. Barbara Skarga, prof. Lech Mróz, prof. Zdzisław Cackowski, o. Stanisław Opiela SJ, prof. Michał Pietrzak, prof. Andrzej Zoll, Serge Cwajgenbaum, Joseph Malovany, Benazir Bhutto, Helsińska Fundacja Praw Człowieka
- 2008 – prof. Andrzej Romanowski, prof. Marek Safjan, Robert Szuchta, prof. Andrzej Walicki, prof. Jan Widacki, Szymon Peres, sir Sigmund Sternberg
- 2009 – Aleksander Kwaśniewski, Włodzimierz Cimoszewicz, stowarzyszenie Kuźnica, diakonia Kościoła Ewangelicko-Reformowanego w RP, Barack Obama, królowa Jordanii Rania Al-Abdullah, ks. Manfred Deselaers, Sigmund Rolat
- 2010 – Ryszard Kalisz, Andrzej Wielowieyski, Bronisław Łagowski, Polsko-Rosyjska Grupa do Spraw Trudnych, Polskie Towarzystwo Sprawiedliwych Wśród Narodów Świata, Towarzystwo Jana Karskiego, Bente Kahan, Uri Huppert